# St. Augustine Seminary High School
St. Augustine Seminary High School (pol. Niższe Seminarium św. Augustyna) – dawna katolicka męska szkoła średnia prowadzona przez augustianów w latach 1949–1977 w Holland, w stanie Michigan.
Część zabudowań szkolnych stanowił budynek Dorr E. Felt Mansion, m.in. siedziba kaplicy szkolnej. Większy budynek szkolny został zburzony, bo zamknięciu placówki w 1977 roku. Wychowankiem szkoły był Robert Francis Prevost, późniejszy papież Leon XIV, który ukończył naukę w 1973 roku.

## Historia
W 1925 roku Dorr Felt zbudował rezydencję na wybrzeżu jeziora Michigan. Posiadłość liczyła 360 ha. Do 1931 roku była ona niezamieszkana. Augustianie zakupili posiadłość Felta latem 1949 roku. Jesienią 1950 roku zakonnicy otwarli niższe seminarium duchowne. Dawna sala balowa rezydencji służyła jako dormitorium, w którym znajdowały się łóżka piętrowe dla około 90 chłopców.
W 1964 roku za kwotę 3 milionów dolarów (30,4 miliona dolarów w 2024 roku) wybudowano czteropiętrowy budynek seminaryjny o powierzchni 12 500 m², w którym mieściły się: sale lekcyjne, sypialnie, sala rekreacyjna, biblioteka i kaplica. Największą liczbę 180 studentów odnotowano w 1965 roku.
Uczniowie pierwszego roku zobowiązani byli zdejmować swoje czapki w kolorze czerwono-białym w obecności starszych uczniów i nauczycieli. Odpytywano ich też z Reguły św. Augustyna i znajomości hymnu szkoły. Uczęszczający do szkoły uprawiali sporty takie jak baseball. Wychowankowie pochodzili ze stanów: Wisconsin, Illinois, Indiany i Michigan. Około 75 procent uczniów pochodziło z obszaru metropolitalnego Chicago.
Od 1968 roku przy szkole istniał konwent sióstr augustianek sprowadzonych z Hiszpanii. W 1969 roku szkoła zaczęła przyjmować chłopców, którzy nie byli seminarzystami, jako uczniów dziennych. Szkoła zatrudniła też pierwszą świecką kobietę jako nauczycielkę. W roku szkolnym 1974 zapisało się siedemdziesięciu jeden uczniów, a w 1975 osiemdziesięciu.
W 1977 roku w szkole uczyło się tylko 40 uczniów. Ze względu na malejącą liczbę zapisanych uczniów i rosnące koszty, augustianie postanowili sprzedać nieruchomość. Pozostałych uczniów przeniesiono do jednej z czterech innych szkół średnich augustiańskich na Środkowym Zachodzie. Szkołę zamknięto w czerwcu 1977 roku. Przez cały okres istnienia St. Augustine Seminary High School uczyło się w niej ponad tysiąc uczniów. Augustianki pozostały w posiadłości do momentu przeprowadzki do St. Louis w 1978 roku.
W 1977 roku policja stanowa z Michigan ogłosiła plany zakupu nieruchomości pod więzienie. Budynki seminarium zostały zburzone, a na terenie posiadłości zbudowano zakład karny Dunes Correctional Facility. Zakład penitencjarny otwarto w 1978 roku. Więzienie zamknięto w 1991 roku, a gmina Laketown Township kupiła teren za symboliczną kwotę 1 dolara. Później zakupiono i odrestaurowano sam zabytkowy budynek Felt Manor, aby przekształcić go w ośrodek edukacyjny.

## Znani absolwenci
- Robert Prevost — przyszły papież Leon XIV — był wychowankiem seminarium i ukończył je w 1973 roku[19]. Podczas nauki Prevost był redaktorem naczelnym wydania „rocznika” (ang. yearbook) i sekretarzem rady uczniowskiej[20][21]. Należał również do drużyn: debatującej (ang. debate team), tenisa i bowlingowej[22][23].
- Robert Dodaro(inne języki) – teolog katolicki, historyk, redaktor Augustinus-Lexikon(inne języki)[24]